# 特蕾西娅大街站
特蕾西娅大街站（德語：U-Bahnhof Theresienstraße）是一座慕尼黑地铁2和8号线位于马克斯近郊的一座车站，毗邻慕尼黑工业大学主校区，主要为学生客流。